# Prosheliomyia nigricornis
Prosheliomyia nigricornis är en tvåvingeart som beskrevs av Louis-Paul Mesnil 1968. Prosheliomyia nigricornis ingår i släktet Prosheliomyia och familjen parasitflugor.
Artens utbredningsområde är Madagaskar. Inga underarter finns listade i Catalogue of Life.